# Joan Lorente i Costa
Joan Lorente i Costa (Barcelona, 1943 – Barcelona, 11 de setembre de 1990) fou un escriptor, crític de cinema i docent català que dirigí el Festival de Cinema de Barcelona des de 1987 fins a la seva mort l'any 1990.
Fou professor titular de l'Escola de Magisteri i col·laborador del Departament de Cinema de la Facultat de Geografia i Història de la Universitat de Barcelona.
Crític de cinema del diari Avui i col·laborador de la revista Fotogramas, publicà els llibres Conèixer el cinema”, “El cinema a l'escola” i “Espectacle, amor i martiris al cinema de romans”, i va realitzar una sèrie de televisió educativa anomenada “Taller d'Imatges”.